# Beser
Beser ou Bashir est un dignitaire byzantin, actif sous le règne de Léon III l'Isaurien et qui meurt en 741, à l'occasion de l'usurpation d'Artabasde contre Constantin V, le fils et successeur de Léon III.

## Biographie
Beser est d'origine arabe, probablement syrienne et de confession chrétienne. Les sources anciennes ne s'accordent pas toutes sur sa biographie mais en font souvent une sorte de renégat. Pour le chroniqueur byzantin Théophane le Confesseur, Léon III se serait lié d'amitié avec lui, alors qu'il aurait tout juste été libéré de sa servitude parmi les Musulmans et après avoir abjuré l'islam qu'il aurait embrassé pendant sa captivité, revenant à sa confession chrétienne. L'empereur, qui l'aurait rencontré en 722-723, aurait notamment été impressionné par sa force physique. 
Selon certaines sources syriaques, dont le récit de Michel le Syrien et la chronique de 1234, il pourrait être associé à un certain Bashir qui aurait été capturé par les Arabes qui dominent alors le Proche-Orient. Il aurait alors prétendu devant le calife Hicham être le fils du défunt empereur Justinien II. En se rendant dans plusieurs églises de la région d'Edesse, il aurait adopté certains comportements de nature impériale, quitte à profaner des espaces sacrés. Il est décrit comme de confession chrétienne mais tout en adoptant certaines attitudes, notamment l'habit, d'un Musulman. Il aurait finalement été exécuté par les Musulmans. 
Dans la tradition musulmane, il aurait été adopté par le calife parmi un groupe de prisonniers byzantins et placé auprès d'érudits musulmans qui l'auraient initié à la foi musulmane. Malgré cette éducation islamique, il aurait été tenté par le Diable de revenir à sa foi chrétienne originelle et se serait enfui en terres byzantines. Là, il aurait été reçu par l'empereur Léon III qui en aurait fait l'un de ses plus proches conseillers et lui aurait conféré des terres recouvrant plusieurs villages, connues bien après sous le nom de « terres de Bashir ». Surtout, il est mentionné dans les sources musulmanes comme un acteur d'un débat théologique mené par Wasil ad-Dimashki, un Musulman fait prisonnier par les Byzantins, à propos de la supériorité de la foi musulmane et dans lequel Bashir est à court d'argument pour défendre le christianisme. Dans ces différentes versions de la biographie de Beser ou Bashir, il est difficile de séparer le vrai du faux, même si l'idée générale d'un Chrétien converti à l'islam face à l'expansion de cette religion puis revenant à la religion chrétienne semble plausible. C'est en tout cette identité en tant que renégat qui en fait un personnage digne d'attention dans ces différents récits. 
Quoi qu'il en soit, Beser paraît l'un des proches de l'empereur Léon III, en particulier quand celui-ci se tourne vers l'iconoclasme autour de 726. Pour Théophane le Confesseur, ardent opposant à l'iconoclasme, Beser aurait eu une influence forte sur l'esprit de Léon III, incarnant l'hostilité aux images prêtée aux Musulmans. Tous deux auraient eu un « esprit sarrasin ». Toujours selon Théophane, c'est l'islam qui aurait influencé les iconoclastes byzantins, en particulier aux marges orientales d'un Empire réduit à la défensive face aux avancées de la nouvelle religion. Cette thèse a été largement contestée au profit d'une origine proprement byzantine de l'iconoclasme. Dans tous les cas, Beser fait bien partie de l'entourage du souverain. A l'image d'un certain Yazid, il semble appartenir à cette branche de l'élite byzantine d'origine arabe qui s'est réfugiée à Constantinople avec les conquêtes musulmanes. Il reste dans les cercles du pouvoir après la mort de Léon III en 741 puisqu'il figure parmi les partisans de son fils, Constantin V. Or, Artabasde, l'ancien compagnon d'armes de Léon III, tente de profiter de cette succession pour s'imposer sur le trône. Lors de la bataille qui oppose l'armée de Constantin à celle d'Artabasde, c'est cette dernière qui l'emporte, tuant Beser lors des combats. Malgré cette défaite et la mort d'un de ses proches partisans, Constantin V reprend finalement Constantinople en 743.
Un certain David, nommé comte de l'Opsikion par Constantin V alors qu'il cherche à discipliner ce district militaire souvent source de rébellion, serait apparenté à Beser selon les sources byzantines. Il s'oppose finalement à Constantin V vers 765.

## Sources
- (en) Stephen Gero, Byzantine Iconoclasm during the Reign of Leo III with particular attention to the oriental sources, Louvain, CSCO subsidia, 1973
- (en) Joe Glynias, « Prayerful Iconoclasts: Psalm Seals and Elite Formation in the First Iconoclast Era (726–750) », Dumbarton Oaks Papers, vol. 71,‎ 2017, p. 65-94
- (en) S.H. Griffith, « Bashīr/Bēs´ēr: Boon Companion of the Byzantine Emperor Leo III; he Islamic Recension of His Story in Leiden Oriental Ms 951 (2) », Le Muséon, vol. 103,‎ 1990, p. 293-327